# Championnat de France des rallyes 2002
Navigation
Édition précédente Édition suivante
Première Saison avec deux championnats, un premier voulu comme « vitrine » par la FFSA avec uniquement des Super 1600 et un second ouvert aux autres autos. À noter que le championnat S1600 est « mixte », c'est-à-dire que certaines épreuves ont lieu sur asphalte, d'autres sur terre.

## Championnat «Super 1600»
Le Championnat S1600 a vu la domination implacable des Citroën Saxo, notamment celle de Brice Tirabassi. Avec trois victoires (dont les deux manches « terre ») le jeune espoir Brice Tirabassi remporte le premier championnat de France réservé aux super 1600. Il devance un autre espoir du rallye français, Cédric Robert, lui aussi vainqueur à trois reprises. Le polyvalent pilote normand Marc Amourette finit à la troisième place avec une victoire au Rallye du Touquet.

### Réglementation "Super 1600"
voici quelques points principaux de la réglementation du championnat "Super1600":
- Barème des points :

Les points sont uniquement attribués au scratch.
| Place   | 1er | 2e | 3e | 4e | 5e | 6e | 7e | 8e | 9e | 10e |
| ------- | --- | -- | -- | -- | -- | -- | -- | -- | -- | --- |
| Général | 20  | 15 | 12 | 10 | 8  | 6  | 4  | 3  | 2  | 1   |

Les deux moins bons résultats sont décomptés. Il faut impérativement conduire une "Super 1600" pour marquer des points. Les points marqués sont ceux correspondant à la place des pilotes de "Super 1600". Ceux ne conduisant pas de "Super 1600" (formule de promotion par exemple) ne marquent donc pas. L'inscription au championnat coute 200 €.
- Véhicules admis :

Autos conformes à la réglementation technique en cours des groupes A et groupes N. La cylindrée est limitée à 1 600 cm3.
- Reconnaissances :

Elles sont limités à trois passages sur les épreuves asphaltes et un passage sur les épreuves terres
- Handicap-Poids :

À l'issue d'un rallye, les trois premières autos seront lestés de respectivement 15 ; 10 ; 5 kg pour la course suivante. Le cumul après plusieurs rallye ne pourra excéder 30 kg.
- Pneumatiques :

Un quota pneus est imposé. Ils sont limités à 14 par rallye. Le système ATS (anti-crevaison) est interdit.

### Calendrier "Super 1600" 2002
| N° | Dates                    | Rallye                | Vainqueur       | Copilote               | Voiture            |
| 1  | 26 avril-28 avril        | Terre de l'Auxerrois  | Brice Tirabassi | Jacques-Julien Renucci | Citroën Saxo S1600 |
| 2  | 31 mai-2 juin            | Rallye Alsace-Vosges  | Brice Tirabassi | Jacques-Julien Renucci | Citroën Saxo S1600 |
| 3  | 29 juin-30 juin          | Rallye du Limousin    | Cédric Robert   | Gérald Bedon           | Peugeot 206 S1600  |
| 4  | 5 septembre-8 septembre  | Rallye du Mont-Blanc  | Cédric Robert   | Gérald Bedon           | Peugeot 206 S1600  |
| 5  | 6 octobre-8 octobre      | Rallye du Touquet     | Marc Amourette  | Gwenolla Marie         | Citroën Saxo S1600 |
| 6  | 19 octobre-20 octobre    | Terre des Cardabelles | Brice Tirabassi | Jacques-Julien Renucci | Citroën Saxo S1600 |
| 7  | 29 novembre-1er décembre | Rallye du Var         | Cédric Robert   | Gérald Bedon           | Peugeot 206 S1600  |

### Classement au championnat "Super 1600"
| Place | Pilote                  | Voiture            | 1   | 2   | 3   | 4   | 5   | 6   | 7   | Points |
| ----- | ----------------------- | ------------------ | --- | --- | --- | --- | --- | --- | --- | ------ |
| 1er   | Brice Tirabassi         | Citroën Saxo S1600 | 1er | 1er | 3e  | 3e  | ab  | 1er | ab  | 84     |
| 2e    | Cédric Robert           | Peugeot 206 S1600  | 5e  | 4e  | 1er | 1er | 4e  | 6e  | 1er | 80     |
| 3e    | Marc Amourette          | Citroën Saxo S1600 | 2e  | ab  | 4e  | 4e  | 1er | 4e  | ab  | 65     |
| 4e    | Simon Jean-Joseph       | Renault Clio S1600 | 3e  | ab  | 5e  | 2e  | 9e  | 3e  | 4e  | 57     |
| 5e    | Serge Jordan            | Renault Clio S1600 |     | 2e  | 2e  |     | 2e  | 7e  | ab  | 49     |
| 6e    | Jean-François Bérenguer | Citroën Saxo S1600 | 4e  | ab  | ab  | 18e | 3e  | 2e  | 58e | 46     |
| 7e    | Nicolas Bernardi        | Ford Puma S1600    | 8e  | 3e  | 8e  | ab  | ab  | 6e  | 3e  | 38     |
| 8e    | Fabien Véricel          | Renault Clio S1600 |     | 6e  | ab  | ab  | 6e  |     | 2e  | 27     |
| 9e    | Patrick Magaud          | Ford Puma S1600    | 6e  | 5e  | 10e | 5e  | 9e  |     | ab  | 26     |
| 10e   | Guyhlem Dussaucy        | Peugeot 206 S1600  | 7e  | 19e | 6e  | ab  | 21e | ab  | 10e | 20     |

## Championnat «Asphalte»
Le championnat asphalte a vu un palpitant duel entre Benoît Rousselot sur une Subaru Impreza WRC et le jeune Alexandre Bengué sur une Peugeot 206 WRC. Le pilote officiel Subaru décrochera le titre en fin de saison. Le jeune Bengué payera cher ses deux abandons, cependant et malgré sa "découverte" d'une grosse auto, il se montrera constamment aux avant-postes laissant entrevoir un beau potentiel. L'avenir parlera pour lui...

### Réglementation championnat "Asphalte"
voici quelques points principaux de la réglementation :
- Barème des points :

Les points sont attribués au scratch et à la classe selon le système suivant :
| Place   | 1er | 2e | 3e | 4e | 5e | 6e | 7e | 8e | 9e | 10e |
| ------- | --- | -- | -- | -- | -- | -- | -- | -- | -- | --- |
| Général | 20  | 15 | 12 | 10 | 8  | 6  | 4  | 3  | 2  | 1   |
| Classe  | 10  | 8  | 6  | 4  | 2  |    |    |    |    |     |

Sur cinq manches, seuls les quatre meilleurs résultats sont retenus. Il faut être inscrit au championnat pour marquer des points. Les points marqués sont ceux correspondant à la place réelle (les pilotes non-inscrit ne sont pas décomptabilisés). L'inscription au championnat coute 200 €.
- Véhicules admis :

Autos conformes à la réglementation technique en cours des groupes A/FA (y compris les WRC et les Kit-Car), N/FN, F/F2000 et GT de série.
- Pneumatiques :

Ils sont limités à un quota de 14 pneus par épreuves.
- Parcours

Le kilométrage total chronométré doit être égale à 220 km à plus ou moins 10 %. Le nombre de passage dans une épreuve spéciale est limité à trois. Un rallye doit être composé d'au minimum 10 épreuves chronométrées.
- Reconnaissances :

Elles sont limités à quatre passages par épreuves chronométrées.

### Calendrier "Asphalte" 2002
| N° | Dates                     | Rallye                       | Vainqueur        | Copilote          | Voiture            |
| 1  | 5 avril-7 avril           | Rallye Lyon-Charbonnières    | Benoît Rousselot | Gilles Mondésir   | Subaru Impreza WRC |
| 2  | 25 mai-26 mai             | Rallye de la Sainte-Baume    | Alexandre Bengué | Caroline Escudéro | Peugeot 206 WRC    |
| 3  | 26 juillet-28 juillet     | Rallye du Rouergue           | Cédric Robert    | Gérald Bedon      | Peugeot 206 WRC    |
| 4  | 27 septembre-28 septembre | Rallye d'Automne-La Rochelle | Benoît Rousselot | Gilles Mondésir   | Subaru Impreza WRC |
| 5  | 16 novembre-17 novembre   | Critérium des Cévennes       | Benoît Rousselot | Gilles Mondésir   | Subaru Impreza WRC |

### Classement du championnat "Asphalte"
| Place | Pilote              | Voiture                        | 1   | 2   | 3   | 4   | 5   | Points |
| ----- | ------------------- | ------------------------------ | --- | --- | --- | --- | --- | ------ |
| 1er   | Benoît Rousselot    | Subaru Impreza WRC             | 1er | 3e  | 3e  | 1er | 1er | 97     |
| 2e    | Alexandre Bengué    | Peugeot 206 WRC                | ab  | 1er | 2e  | 2e  | ab  | 71     |
| 3e    | Stéphane Pustelnick | Renault Maxi Megane            | 4e  | 6e  | 34e | 4e  | 6e  | 62     |
| 4e    | Patrick Rouillard   | BMW 318ti Compact Gr F2000     | 8e  | ab  | 6e  | 5e  |     | 59     |
| 4e    | Patrick Rouillard   | Subaru Impreza WRC             |     |     |     |     | 2e  | 59     |
| 5e    | Jérôme Galpin       | Subaru Impreza WRC             | 5e  | 5e  | ab  | 3e  | 3e  | 57     |
| 6e    | Jean-Marie Cuoq     | Peugeot 306 Maxi               | 2e  | 4e  | ab  |     |     | 39     |
| 7e    | Jacky Voirin        | Mitsubishi Lancer Evo VII Gr N | 12e | ab  |     |     |     | 31     |
| 7e    | Jacky Voirin        | Subaru Impreza STI GR N        |     |     | 7e  | 6e  | ab  | 31     |
| 8e    | Laurent Barbero     | Honda Civic Gr F2000           | 30e | 11e | ab  | 12e | 13e | 28     |
| 9e    | Hervé Rey           | Renault Clio II RS Gr N        | 36e | 23e | 12e | 9e  |     | 26     |
| 10e   | Alain Pellerey      | Citroën Saxo Kit-Car           |     | 10e | 5e  |     |     | 24     |
| 10e   | Michel Giry         | BMW Z3 M Gr GT                 | 54e | 30e | 44e | 17e | 28e | 24     |

## Autres championnats/coupes sur asphaltes
- Championnat de France des Rallyes-S1600 "Marques" :
  - 1er  Citroën avec 147pts
  - 2e  Renault avec 113pts
  - 3e  Peugeot avec 106pts

- Championnat de France des Rallyes-Copilotes "Asphalte" :
  - 1er  Gilles Mondésir avec 97pts
  - 2e  Caroline Escudéro avec 71pts
  - 3e  Guilhem Zazurca avec 59pts

- Coupe Peugeot 206 : 
  - 1er  Bryan Bouffier avec 116pts
  - 2e  Loic Chatillon avec 90pts
  - 3e  Christophe Voirin avec 83pts

- Challenge Citroën Saxo : 
  - 1er  Patrick Henry avec 244pts
  - 2e  Thierry Monnet avec 180pts
  - 3e  Jimmy Mannessier avec 152pts